# San Cristóbal (Monterrey)
San Cristóbal (llamada oficialmente San Cristovo) es una parroquia y un lugar del municipio español de Monterrey, en la provincia de Orense, Galicia.

## Organización territorial
La parroquia está formada por una entidad de población:
- San Cristovo

## Demografía
Gráfica demográfica del lugar y parroquia de San Cristóbal según el INE español:
| Gráfica de evolución demográfica de San Cristóbal entre 2000 y 2022 |
|                                                                     |
| Datos según el nomenclátor publicado por el INE.                    |